# Limbodessus bigbellensis
Limbodessus bigbellensis är en skalbaggsart som först beskrevs av Watts och William F. Humphreys 2000.  Limbodessus bigbellensis ingår i släktet Limbodessus och familjen dykare. Inga underarter finns listade i Catalogue of Life.